# Пеструшка изменчивая
Пеструшка изменчивая (лат. Hygrotus inaequalis) — вид жесткокрылых семейства плавунцов.

## Описание
Жук маленьких размеров, в длину достигает от 2,7 до 3,7 миллиметров. Голова довольно крупно и густо точечная, вдавления на ней широкие и глубокие, около глаз соприкасаются. Наличник очень тонко окантован. Надкрылья с чёрным основанием, швом и очень изменчивым рисунком.

## Экология
Живёт в прудах.